# Delegado Apostólico
O representante da Sé Apostólica que mantém contato com instituições e pessoas da Igreja é chamado de delegado apostólico ou enviado papal.
Se o representante da Sé Apostólica não é apenas um vínculo com a igreja local, mas também um embaixador credenciado em um estado, ele é chamado de núncio apostólico. Em contraste com isso, um delegado não tem os direitos e privilégios da Convenção de Viena sobre Relações Diplomáticas, como imunidade pessoal.
O Código de Direito Canônico refere-se a todos os legados apostólicos na versão latina como legati pontificii ("legados papais"), na versão alemã como "enviados papais". De acordo com isso, não há diferença no direito canônico entre núncios papais e delegados. Dentro de sua jurisdição, o Delegado Apostólico tem precedência sobre todos os bispos, exceto cardeais e patriarcas. Lá ele também pode usar um cinture, pileolus e um chapéu feito de seda moiré violeta e celebrar serviços, incluindo pontifícios, em todas as igrejas em sua jurisdição.
Existem atualmente onze Delegados Apostólicos:
- África:
  - Comores: O Delegado Apostólico também é Núncio Apostólico em Madagascar.
  - Somália: O Delegado Apostólico também é Núncio Apostólico na Etiópia e no Djibuti.
- América:
  - Antilhas: O delegado apostólico também é núncio apostólico em 12 outros estados. Ele é responsável pelas áreas dependentes na região
  - Porto Rico: O Delegado Apostólico também é Núncio Apostólico na República Dominicana. A delegação não está incluída no Anuário Pontifício, mas o Núncio Apostólico na República Dominicana tem uma comissão pessoal para representar a Santa Sé como Delegado Apostólico.
- Ásia:
  - Brunei: O Delegado Apostólico também é Núncio Apostólico na Malásia e Timor Leste.
  - Jerusalém e Palestina: O Delegado Apostólico também é Núncio Apostólico em Israel e Chipre.
  - Laos: O Delegado Apostólico também é Núncio Apostólico na Tailândia, Mianmar e Camboja.
  - Península Arábica: O Delegado Apostólico é responsável pelos países da Arábia Saudita e Omã que não mantêm relações diplomáticas com a Santa Sé e é credenciado como Núncio Apostólico no Kuwait, Bahrein, Emirados Árabes Unidos e Iêmen.
  - Vietnã
- Europa:
  - Kosovo: O Delegado Apostólico também é Núncio Apostólico na Eslovênia.
- Oceania:
  - Pacífico: O Enviado Apostólico também é Núncio Apostólico na Nova Zelândia e em outros dez países. Como delegado, é responsável por Tuvalu, que não tem relações diplomáticas com a Santa Sé.